# La Bande-Annonce du nouveau Terrance et Philippe
La Bande-Annonce du nouveau Terrance et Philippe (The New Terrance and Phillip Movie Trailer en version originale) est le cinquième épisode de la sixième saison de la série animée South Park, ainsi que le 83e épisode de l'émission.

## Synopsis
Grand évènement ce soir : pendant le Russell Crowe Show, la bande-annonce du nouveau film de Terrance et Philippe sera diffusée lors d'une coupure pub ! Stan, Kyle, Cartman et Butters font tout pour ne pas la rater mais une suite d'évènements rocambolesques vont intervenir et mettre à mal leur grande soirée.